# Izmajlovskaja gruppirovka
La Izmajlovskaja gruppirovka (Russo: Изма́йловская группиро́вка) è una delle più antiche organizzazioni criminali di Mosca, in Russia.

## Storia
Si crede che abbia iniziato a metà degli anni ottanta, ad opera di Oleg Ivanov che divenne il capo dei capi del "sindacato".
Varie fonti indicano che all'organizzazione vi appartengano circa 200-500 membri.
Tra il 1994 e il 1995 con la morte di diversi membri importanti inizia a perdere potere.
Alexander Afanasyev fu ucciso il 24 gennaio 1994, mentre il 10 agosto del 1995 fu ucciso il ragioniere Lo Chi Kai.
Il 13 settembre altri due membri rilevanti.

## Struttura
L'organizzazione è suddivisa in due gruppi principali: gli Izmajlovskaja e i Golyanovskaya.

Usano una gerarchia con gradi, come Cosa nostra siciliana.

Entrambi i gruppi sono suddivisi in sottogruppi, ognuno sotto il comando di una figura autoritaria nota come avtoritet (авторитет).
Hanno anche un obshchak, un fondo usato dai membri per corrompere le forze dell'ordine, e anche per fornire denaro in caso vengano arrestati.

## All'estero
Sono stati rilevate presenze di membri anche a Tel Aviv, Parigi, Toronto, Miami e New York.